# Bytost
Bytost je jedinec jevící známky života a vlastního myšlení. Je to původně teologický a filosofický pojem označující jednotlivé a oživené jsoucí. Pojem vznikl ze slova být patrně jako ekvivalent lat. ens, ale na rozdíl od jiného českého ekvivalentu, totiž jsoucna, má užší význam a označuje se jím obvykle člověk nebo duch. V tomto významu se vyskytuje i ve starší literatuře, v současné češtině jde o výraz spíše knižní, užívá se však stále pro bytosti člověku podobné a přitom netělesné, případně i pohádkové.[zdroj⁠?!]
Ve filosofii se užívá přídavné jméno bytostný, které znamená podstatný, charakteristický, něčemu vlastní.[zdroj⁠?!]